# Martin Hajdeger
Martin Hajdeger (26. septembar 1889 — 26. maj 1976) je bio nemački filozof. Posebno značajan je Hajdegerov doprinos tumačenju Ničeovog dela. Hajdeger je odlučujuće uticao na formiranje mnogih filozofskih pravaca postmoderne, ali i izazivao kontroverze svojim vezama sa nacistima tokom ranih tridesetih godina. Uz Huserla Hajdeger se smatra za najuticajnijeg filozofa kontinentalne tradicije.
U Hajdegerovom fundamentalnom tekstu Biće i vreme (1927), „Dazajn“ je predstavljen kao termin za određeni tip bića koju ljudi poseduju. Dazajn je prevedeno kao „biti tamo“. Hajdeger veruje da Dazajn već ima „predontološko“ i neapstraktno razumevanje koje oblikuje način na koji živi. Ovaj način postojanja on naziva „biti u svetu“. Komentatori su primetili da su Dazajn i „biti u svetu“ jedinični koncepti u kontrastu sa gledištem na „subjekt/objekat“ racionalističke filozofije još od vremena Renea Dekarta. Hajdeger koristi analizu Dazajna da pristupi pitanju značenja bića, koje Hajdegerski učenjak Majkl Viler opisuje kao „zabrinutost zbog onoga što čini biće razumnim kao bića“.
Hajdegerov kasniji rad obuhvata kritiku stanovišta, uobičajenog u zapadnoj tradiciji, da je cela priroda „stalni rezervat“, kao da je deo industrijskog inventara.
Hajdeger je bio član i podržavao nacističku stranku. Postoje kontroverze oko odnosa između njegove filozofije i njegovog nacizma.

## Život
Rođen je u porodici zvonara seoske crkve u Meskirhu (Baden) 26. septembar 1889. godine. Počeo je da studira teologiju ali se ipak opredelio za filozofiju, koju je studirao u Konstanci i Frajburgu.
Veliki uspeh knjige „Biće i vreme“ omogućio je Hajdegeru da postane profesor u Frajburgu. Predavao je filozofiju sve do penzionisanja 1945. Penzionisale su ga francuske okupacione vlasti, zbog poznatog rektorskog govora u vreme dolaska nacista na vlast, u kome je slavio "Istorijski poziv Nemačke...". Ostatak života proveo je povučeno u planinskoj kući na padinama Crne šume, ispod Švarcvalda. Hajdeger se smatra jednim od najuticajnijih filozofa 20. veka. Posebno je značajan njegov uticaj u kontinentalnoj filozofskoj tradiciji (posebno na Žan Pola Sartra) a takođe je uticao na istaknutog rimokatoličkog teologa Karla Ranera.
Hajdeger je umro u Frajburgu in Bresgau 26. maja 1976.

## Kontroverze oko nacionalsocijalizma
Posle dolaska Hitlera na vlast 1933. godine Hajdeger se učlanjuje u nacionalsocijalističku partiju i biva izabran za rektora Univerziteta u Frajburgu. Te godine drži i poznati rektorski govor u kome govori o pozivu nemačkih univerziteta u novom vremenu. Njegova karijera se međutim zbog neslaganja sa nacistima završava već 1934. godine. Ostaje učlanjen u nacionalsocijalističku partiju sve do završetka rata. Zbog svega ovoga francuske okupacione vlasti mu brane da predaje na univerzitetu sve do 1951. godine kada nastavlja i zadržava se na redovnim studijama sve do 1967.

## Radovi
Najznačajnija dela Martina Hajdegera su : 
- Biće i vreme,
- Šta je metafizika,
- Šta je filozofija,
- Kant i problemi metafizike,
- O biti razloga,
- O biti istine,
- O humanizmu,
- Identitet i razlika,
- Niče,
- Šumske staze...

## Literatura
- William Blattner,. Heidegger's Temporal Idealism.
- Taylor Carman,. Heidegger's Analytic: Interpretation, Discourse, and Authenticity in "Being and Time".
- Craig J. N. de Paulo, The Influence of Augustine on Heidegger: The Emergence of an Augustinian Phenomenology
- Hubert Dreyfus, Being-in-the-World: A Commentary on Heidegger's Being and Time, Division I
- Michael Gelven, A Commentary on Heidegger's Being and Time, Revised Edition
- E.F. Kaelin, "Heidegger's Being & Time: A Reading for Readers"
- Magda King,. A Guide to Heidegger's Being and Time.
- Theodore Kisiel, The Genesis of Heidegger's Being and Time
- Stephen Mulhall, Heidegger and Being and Time
- James Luchte (2008). Heidegger's Early Philosophy: The Phenomenology of Ecstatic Temporality.
- Mark Wrathall, How to Read Heidegger
- Víctor Farías, Heidegger and Nazism, ed. by Joseph Margolis and Tom Rockmore
- Hugo Ott, Martin Heidegger: A Political Life
- Otto Pöggeler, Martin Heidegger's Path of Thinking, trans. by D. Magurshak and S. Barber, Humanities Press, 1987.
- Rüdiger Safranski, Martin Heidegger: Between Good and Evil
- John van Buren,. The Young Heidegger: Rumor of the Hidden King.
- Pierre Bourdieu, The Political Ontology of Martin Heidegger
- Miguel de Beistegui,. Heidegger and the Political: Dystopias.
- Jacques Derrida, Of Spirit: Heidegger and the Question
- Víctor Farías, Heidegger and Nazism, Philadelphia, Temple University Press, 1989.
- Emmanuel Faye. Heidegger, l'introduction du nazisme dans la philosophie : autour des séminaires inédits de 1933–1935. Paris. ISBN 2-226-14252-5., Albin Michel,  2005.  in French language
- Emmanuel Faye (2009). Heidegger. The Introduction of Nazism into Philosophy in Light of the Unpublished Seminars of 1933–1935. Translated by Michael B.. Smith, Foreword by Tom Rockmore, Yale University Press, 2009, 436 p. Foreword Award: Book of the year 2009 for Philosophy.
- Annemarie Gethmann-Siefert & Otto Pöggeler (eds.), Heidegger und die praktische Philosophie, Frankfurt a. M., Suhrkamp, 1989. in German language
- Dominique Janicaud, The Shadow of That Thought
- W.J. Korab-Karpowicz, "Heidegger's Hidden Path: From Philosophy to Politics", Review of Metaphysics, 61 (2007)
- Philippe Lacoue-Labarthe, "Transcendence Ends in Politics", in Typography: Mimesis, Philosophy, Politics
- Philippe Lacoue-Labarthe,. Heidegger, Art, and Politics: The Fiction of the Political.
- George Leaman (1993). Heidegger im Kontext: Gesamtüberblick zum NS-Engagement der Universitätsphilosophen. Argument Verlag. ISBN 9783886192052., Hamburg.
- Karl Löwith, Martin Heidegger and European Nihilism
- Karl Löwith, Heidegger's Existentialism
- Jean-François Lyotard, Heidegger and "the Jews".
- Hugo Ott, Heidegger. A Political Life.
- Günther Neske & Emil Kettering (eds.), Martin Heidegger and National Socialism: Questions and Answers
- Political Texts – Rectoral Addresses
- Guillaume Payen (2016). Martin Heidegger. Catholicisme, révolution, nazisme. Perrin. (in French)
- Tom Rockmore and Joseph Margolis (ed.), The Heidegger Case
- Daniel Ross, Heidegger and the Question of the Political
- Hans Sluga, Heidegger's Crisis: Philosophy and Politics in Nazi Germany
- Iain Thomson (2005). Heidegger on Ontotheology: Technology and the Politics of Education.
- Dana Villa (1996). Arendt and Heidegger: the Fate of the Political.
- Richard Wolin. (ур.). The Heidegger Controversy. ISBN 0-262-23166-2.
- Julian Young (1997). Heidegger, Philosophy, Nazism.
- Renate Maas, Diaphan und gedichtet. Der künstlerische Raum bei Martin Heidegger und Hans Jantzen, Kassel 2015, 432 Pages, 978-3-86219-854-2.
- Jeffrey Andrew Barash (2003). Martin Heidegger and the Problem of Historical Meaning. New York: Fordham.
- Robert Bernasconi, Heidegger in Question: The Art of Existing
- Babette Babich (2006). Words in Blood, Like Flowers. Philosophy and Poetry, Music and Eros in Hoelderlin, Nietzsche and Heidegger. SUNY Press. ISBN 978-0791468364.
- Walter A. Brogan, Heidegger and Aristotle: The Twofoldness of Being
- Scott M. Campbell (2012). The Early Heidegger's Philosophy of Life: Facticity, Being, and Language. Fordham University Press. ISBN 978-0823242207.
- Richard M. Capobianco, Engaging Heidegger with a Foreword by William J. Richardson. University of Toronto Press, 2010.
- Richard M. Capobianco (2014). Heidegger's Way of Being. University of Toronto Press..
- Maxence Caron, Heidegger – Pensée de l'être et origine de la subjectivité, 1760 pages, first and only book on Heidegger awarded by the Académie française.
- Gabriel Cercel and Cristian Ciocan (ур.). The Early Heidegger (Studia Phaenomenologica. I, 3–4), Bucharest: Humanitas, 2001, 506 p., including letters by Heidegger and Pöggeler, and articles by Walter Biemel, Friedrich-Wilhelm von Herrmann, Theodore Kisiel, Marion Heinz, Alfred Denker
- Steven Galt Crowell (2001). Husserl, Heidegger, and the Space of Meaning: Paths toward Transcendental Phenomenology.
- Walter A. Davis. (1989). Inwardness and Existence: Subjectivity in/and Hegel, Heidegger, Marx, and Freud. Madison: University of Wisconsin Press.
- Jacques Derrida, "Ousia and Gramme: Note on a Note from Being and Time", in Margins of Philosophy
- Hubert L. Dreyfus & Mark A. Wrathall, A Companion to Heidegger. Oxford: Blackwell. 2007.
- Paul Edwards, Heidegger's Confusions
- Nader El-Bizri (2000). The Phenomenological Quest Between Avicenna and Heidegger. New York.. reprinted by SUNY Press in 2014
- Christopher Fynsk, Heidegger: Thought and Historicity
- Michael Allen Gillespie (1984). Hegel, Heidegger, and the Ground of History. University of Chicago Press.
- Glazebrook, Trish (2000). Heidegger's Philosophy of Science. Fordham University Press.
- Patricia Altenbernd Johnson, On Heidegger (Wadsworth Philosophers Series), Wadsworth Publishing, 1999
- Alan Kim (2010). Plato in Germany: Kant-Natorp-Heidegger. Academia.
- Philippe Lacoue-Labarthe,. Poetry as Experience.
- Philippe Lacoue-Labarthe,. Heidegger and the Politics of Poetry.
- S. J. McGrath, Heidegger. A (Very) Critical Introduction
- William McNeill, The Glance of the Eye: Heidegger, Aristotle, and the Ends of Theory
- William McNeill (2006). The Time of Life: Heidegger and Ethos.
- Jean-Luc Nancy, "The Decision of Existence", in The Birth to Presence
- Herman Philipse, Heidegger's Philosophy of Being: A Critical Interpretation
- Richard Polt, Heidegger: An Introduction
- François Raffoul, Heidegger and the Subject
- François Raffoul & David Pettigrew (ed), Heidegger and Practical Philosophy
- François Raffoul & Eric S. Nelson (ed), The Bloomsbury Companion to Heidegger (Bloomsbury, 2013)
- William J. Richardson, Heidegger: Through Phenomenology to Thought.
- John Sallis, Echoes: After Heidegger
- John Sallis (ур.). Reading Heidegger: Commemorations., including articles by Robert Bernasconi, Jacques Derrida, Rodolphe Gasché, and John Sallis, among others.
- Reiner Schürmann, Heidegger on Being and Acting: From Principles to Anarchy
- Tony See, Community without Identity: The Ontology and Politics of Heidegger
- Adam Sharr (2006). Heidegger's Hut.
- Bernard Stiegler, Technics and Time, 1: The Fault of Epimetheus
- Leo Strauss, "An Introduction to Heideggerian Existentialism," in The Rebirth of Classical Political Rationalism (University of Chicago: 1989).
- Andrzej Warminski (1987). Readings in Interpretation: Hölderlin, Hegel, Heidegger.
- Hue Woodson (2018). Heideggerian Theologies: The Pathmarks of John Macquarrie, Rudolf Bultmann, Paul Tillich, and Karl Rahner. Eugene: Wipf and Stock.
- Julian Young (2001). Heidegger's Philosophy of Art.
- Julian Young (2001). Heidegger's Later Philosophy.
- Bastian Zimmermann. Die Offenbarung des Unverfügbaren und die Würde des Fragens. Ethische Dimensionen der Philosophie Martin Heideggers. London. ISBN 978-1-84790-037-1.
- Sean J. McGrath and Andrzej Wierciński, ed., A Companion to Heidegger's "Phenomenology of Religious Life". Amsterdam: Rodopi. 2010. .
- Umberto Pagano. L'uomo senz'ombra. Elementi di sociologia dell'inautentico ,(The Man with no Shadow. Principles for a Sociology of Inauthenticity. ISBN 978-88-464-8523-6. Спољашња веза у |title= (помоћ)) (Milan, 2007), FrancoAngeli, .
- Jean Beaufret, Dialogue avec Heidegger, 4 vols., Paris: Minuit, 1973–1985.
- Jean-François Courtine, Heidegger et la phénoménologie, Paris: Vrin, 1990.
- John E. Drabinski and Eric S. Nelson, eds., Between Levinas and Heidegger, Albany: SUNY Press, 2014.
- Dominique Janicaud, trans. François Raffoul and David Pettigrew, Heidegger en France. 2001., 2 vols., Paris: Albin Michel,
- Ethan Kleinberg, Generation Existential: Heidegger's Philosophy in France, 1927–1961.
- David Pettigrew and François Raffoul, eds., French Interpretations of Heidegger: An Exceptional Reception. Albany: SUNY Press. 2006.,
- Mayeda, Graham. 2006. Mayeda, Graham (2006). Time, space and ethics in the philosophy of Watsuji Tetsurō, Kuki Shūzō, and Martin Heidegger. Taylor & Francis. ISBN 0-415-97673-1.. . New York: Routledge. 2006. Недостаје или је празан параметар |title= (помоћ).  (alk. paper).
- Parkes, Graham (септембар 1987). Heidegger and Asian Thought. Honolulu: University of Hawaii Press. ISBN 0-8248-1064-3.
- May, Reinhard, & Parkes, Graham (1996). May, Reinhard (2. 8. 2005). Heidegger's Hidden Sources: East Asian influences on his work. London: Routledge. ISBN 0-415-14037-4.. Routledge.
- Nelson, Eric S. (2017). Nelson, Eric S. (24. 8. 2017). Chinese and Buddhist Philosophy in Early Twentieth-Century German Thought. London: Bloomsbury. ISBN 9781350002555.. Bloomsbury.

## Spoljašnje veze
- Martin Hajdeger (filozofija.org)
- Guide to the Student Notes from Lectures by Martin Heidegger. Special Collections and Archives, The UC Irvine Libraries, Irvine, California.
- Works by Heidegger and on Heidegger (categorization)
- Political Texts - Rectoral Addresses
- Martin Heidegger (1889-1976) in Internet Encyclopedia of Philosophy
- My Last Meeting with Heidegger, Rome 1936
- German Heidegger Society
- Arne D. Naess, Jr., Martin Heidegger in Encyclopædia Britannica
- Martin Heidegger, Der Spiegel Interview by Rudolf Augstein and Georg Wolff, 23 September 1966; published May 31 1976
- Timeline of German Philosophers
- Heidegger's Notebooks Renew Focus on Anti-Semitism